# Паническое бегство

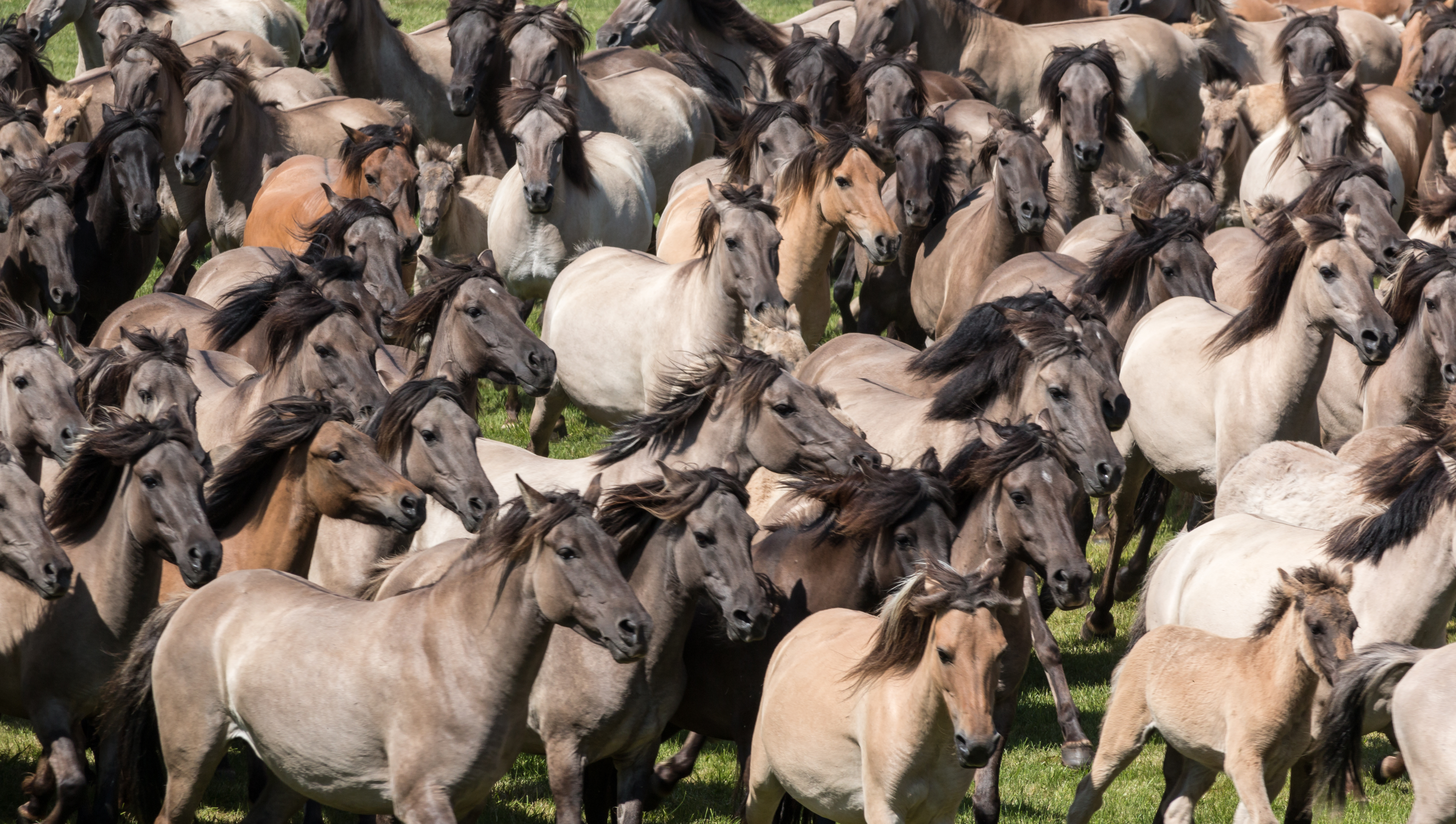
Паническое бегство диких лошадей

Паническое бегство — ситуация, в которой группа крупных животных внезапно начинает двигаться в одном направлении, особенно потому, что они взволнованы или напуганы. Это также может относиться к ситуации, в которой многие люди пытаются сделать одно и то же одновременно. К паническому бегству склонны зебры, крупный рогатый скот, слоны, носороги, антилопы, жирафы, бизоны, газели, олени, овцы, свиньи, козлы, голубые гну, моржи, дикие лошади и динозавры.

## Панические бегства крупного рогатого скота
Что-нибудь необычное может вызвать паническое бегство крупного рогатого скота. Особенно ночью такие вещи, как зажигание спички, прыжок с лошади, трясение лошади, удар молнии, перекати-поле, попавшее на стадо, или «лошадь, бегущая через стадо, пинающая седло, которое повернулось ей под живот», вызывают бегства.
Большое паническое бегство обычно сметает всё на своем пути. Пастухи пытаются заставить движущееся стадо бежать, по кругу, а не со скалы или в реку, а также пытаются избежать ущерба для человеческой жизни или имущества. Тактика, используемая для того, чтобы стадо побежало, включает в себя стрельбу из пистолета, что создаёт шум, чтобы заставить животных бежать.
Животные, которые бегут, особенно крупный рогатый скот, реже делают это после того, как они поедят и расходятся небольшими группами для переваривания. Чтобы ещё больше снизить риск бегства, пастухи иногда поют или свистят, чтобы успокоить стада, обеспокоенные наступлением темноты. Те, кто пасет скот ночью, избегают делать вещи, которые могут напугать стадо, и даже отходят от него, прежде чем слезть с лошади или зажечь спичку.

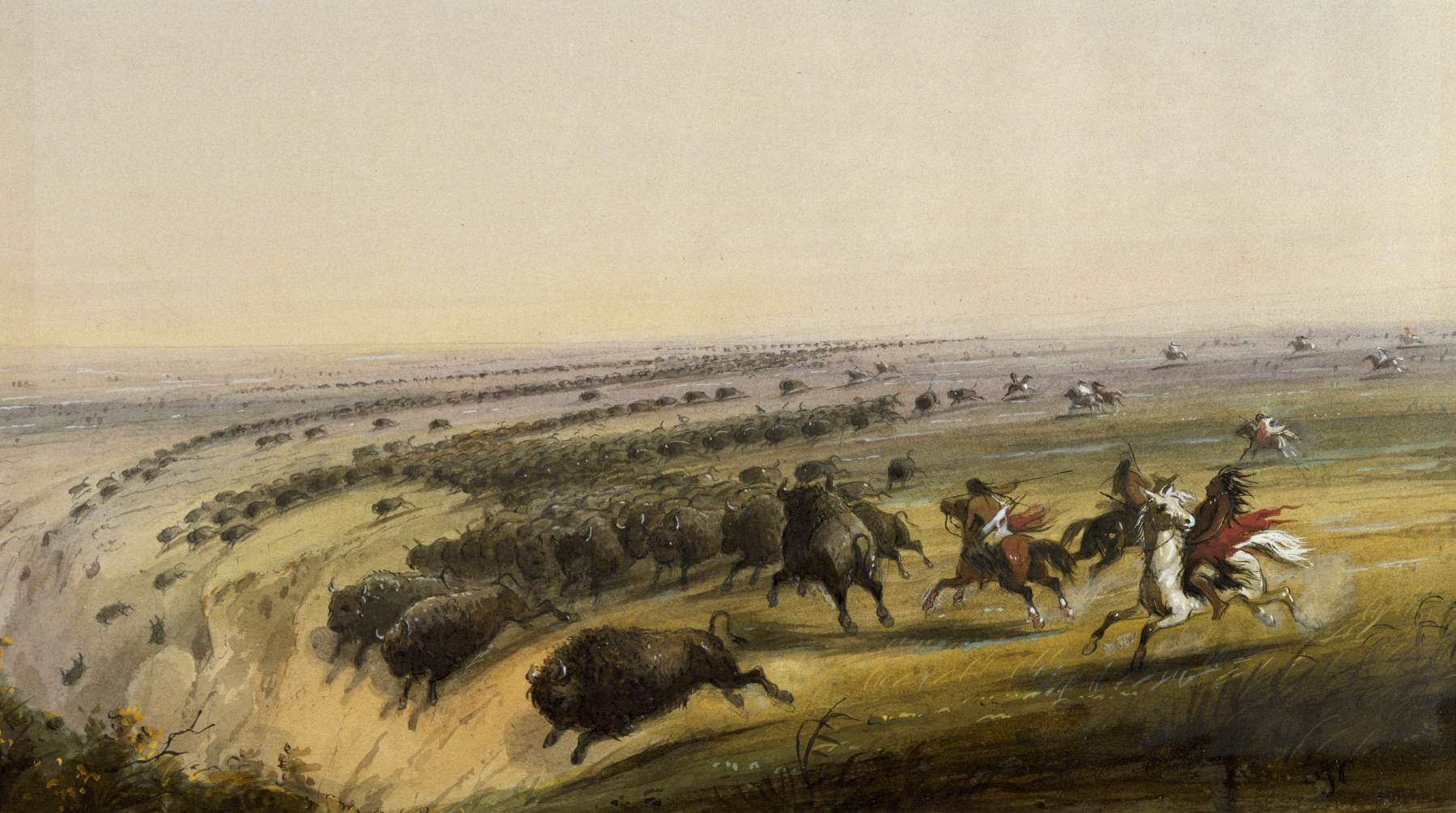
Охота индейцев на бизонов

Иногда люди целенаправленно побуждают крупный рогатый скот к паническому бегству в качестве компонента войны или охоты, например, некоторые индейцы, которые, как известно, провоцировали американские стада бизонов на бегство и падение с обрыва в охотничьих целях и собирали животных после того, как они разбивались.

## Человеческие давки
Давки часто происходят во время религиозного паломничества и крупных развлекательных мероприятий, так как они, как правило, привлекают плотные толпы людей, тесно окружённых со всех сторон. Человеческие давки и панические бегства также происходят, когда люди пытаются уйти от предполагаемой опасности, как в случае, когда вредный газ был выпущен в переполненных помещениях.
В то время как в сообщениях часто говорится о «панике», исследования показали, что массовая паника редка; напротив, люди продолжают помогать друг другу, рискуя своей жизнью.

### Панические бегства
По мнению экспертов, настоящие «панические бегства» (и «паника») встречаются редко, за исключением случаев, когда многие люди бегут в страхе, например, от пожара, а топтание людьми в таких «бегущих» условиях редко приводит к смертельным травмам.

## Панические бегства в культуре

### Телевидение
Кимба, Белый лев (1965) в 39 эпизоде Running Wild паническое бегство является главной проблемой для главных героев.

### Кино
Мультфильм «Король Лев» и его ремейк включают паническое бегство гну.
2-й Короткометражный мультфильм «Свирепый Бамбр» включают паническое бегство бараны которые охотились охотник Кочерыжка.